# Jacobus Barnaart
Jacobus Barnaart (Haarlem, 1726. október 6. – Haarlem, 1780. november 2.) holland kereskedő. A Teylers Stichting első öt kurátorának egyike.

## Életútja
A gazdag baptista családban, Jacobus Barnaart (1696-1762) és Margaretha van Elten fiaként született 1726-ban Haarlemben. Apja kereskedő volt valamint egy selyemszövő manufaktúrát üzemeltetett, így lehetősége volt fiát továbbtaníttatni. A fiatal Jacobus 1738-ban a latin iskolában tanult tovább, majd 1744-ben az akadémián. Apja örökébe lépve szintén kereskedő lett, de érdeklődést mutatott a csillagászati mérések iránt.  1756-ban kinevezték a megalapítandó Teylers Stichting igazgatójává. Az alapítványt végül 1778-ban, Pieter Teyler van der Hulst halálakor alapították meg. Ezt követően egyike lett az első öt alapítványi kurátornak, amelyek feladata a Teylers Múzeum és Teylers társaságok vezetése volt. Csillagászati érdeklődésének köszönhetően épült meg a múzeum tetején az obszervatórium, annak ellenére, hogy többen, így Martinus van Marum is figyelmeztették, hogy az épületbeli és utcabeli mozgások keltette rezgések miatt nem tud majd pontos méréseket végezni. A Teylers csillagvizsgáló végül csak megépült, de az eredeti elképzelésekhez képest kisebb méretben. Fennmaradtak Barnaart jegyzetfüzetei, amelyekben nem csak gyermekkori élményeiről, hanem csillagászati megfigyeléseiről is írt.